# Sayumi Michishige

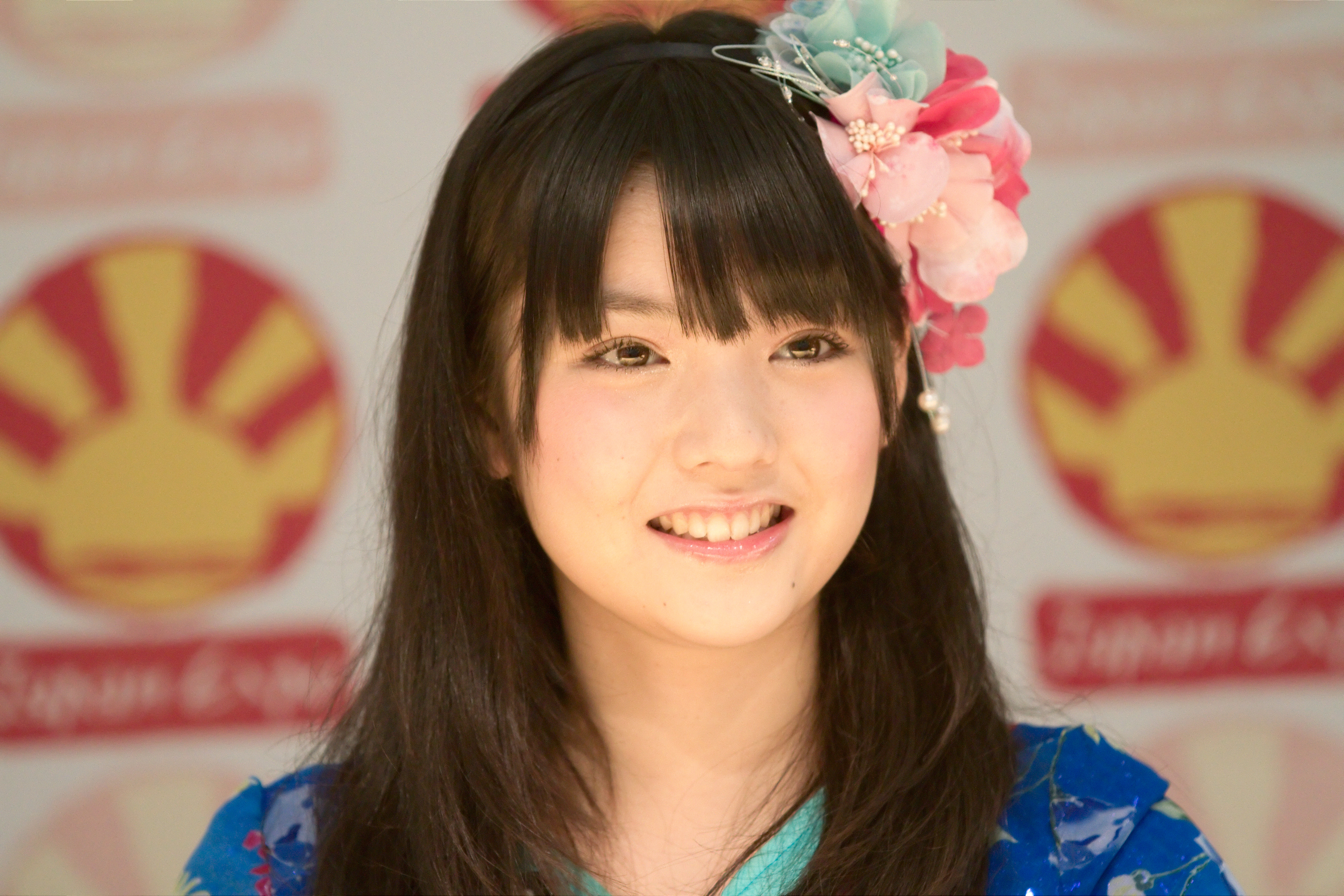
Sayumi Michishige (2010)

Sayumi Michishige (jap. 道重 さゆみ, Michishige Sayumi; * 13. Juli 1989 in Ube, Präfektur Yamaguchi) ist eine japanische Sängerin, Schauspielerin und Fotomodel. Sie wurde als Mitglied der J-Pop-Girlgroup Morning Musume bekannt, welcher sie 2003 beitrat.

## Leben und Wirken
Kurz nachdem Michishige Morning Musume beitrat erwähnte Morning Musumes Produzent Tsunku, dass ihr Gesang schwach sei, worauf Michishige intensives Gesangstraining bekam. Dennoch gab sie selbst zu, dass sie keine gute Sängerin sei. Deshalb baute sie sich ein niedliches Image auf und versucht damit ihre Gesangsschwäche zu überdecken. Der Satz „Usa-chan Peace“ ist inzwischen zu einem ihrer Markenzeichen geworden und sie bezeichnet sich oft selbst, als das niedlichste Mitglied von Morning Musume. Seit 2009 ist Michishige regelmäßig in diversen Fernsehsendungen vertreten und zählt bis heute zu den bekanntesten Gesichtern des Hello! Projects.
Nachdem 2012 Risa Niigaki Morning Musume verlassen hatte, übernahm Michishige die Position des Leaders von Morning Musume. Sie selbst verließ die Gruppe im Dezember 2014. Mit elf Jahren hält sie bis heute einen Rekord in der Gruppe: Niemand war länger Teil von Morning Musume als sie. Zum Start ihrer Abschiedstour kündigte Michishige auf ihrem offiziellen Blog an, dass sie sich nach ihrem Ausstieg vorerst aus der Öffentlichkeit zurückziehen werde, um sich nach 12 Jahren durchgehender Aktivität von ihrer Arbeit zu erholen. Sie hält bis heute einen Rekord in der Gruppe: Niemand war länger Teil von Morning Musume als sie.
Im Oktober 2016 veröffentlichte Michishige nach zwei Jahren wieder einen Blogeintrag. Kurze Zeit später gab sie bekannt, dass sie ihre Rückkehr ins Unterhaltungsgeschäft plane. 2017 kam sie mit der Bühnenshow SAYUMINGLANDOLL ~Saisei~ zurück. Die Show verknüpfte Musicalelemente mit Illusions- und Zaubertricks. In den folgenden Jahren erhielt die Show mehrere Fortsetzungen.
Seit ihrer Rückkehr ist Michishige neben ihren Shows auch in Werbefilmen und Modezeitschriften zu sehen. Zusammen mit anderen ehemaligen Mitgliedern des Hello! Projects steht sie zudem regelmäßig für Jubiläumskonzerte auf der Bühne. Darüber hinaus veröffentlichte sie neben einer Single mit der Sängerin Seiko Ōmori ein eigenes Best-Of-Album und mehrere Bücher.

## Auftritte als Schauspielerin

### Filme
- 2004: Hoshisuna no Shima, Watashi no Shima - Island Dreamin'
- 2005: Tottoko Hamutaro Hamam Paradichu! Hamutaro to Fushigi no Oni no Ehonto
- 2005: Cyborg Shibata 3
- 2011: Keitai Deka THE MOVIE 3 Morning Musume Kyuushutsu Daisakusen! ~Pandora no Hako no Himitsu
- 2011: Kare wa Imouto no Koibito

### Fernsehserien
- 2010: Hanbun Esper (半分エスパー)
- 2012: Suugaku♥Joshi Gakuen

### Musicals
- 2006: Ribbon no kishi
- 2008: Cinderella The Musical
- 2009: Ojigi de shape up
- 2010: Fashionable
- 2011: Real-etude Minna no Ie Girl's STAGE
- 2012: Idol Nihonryuu ~Onna Nichibu~